# Jan Baptist Plasschaert

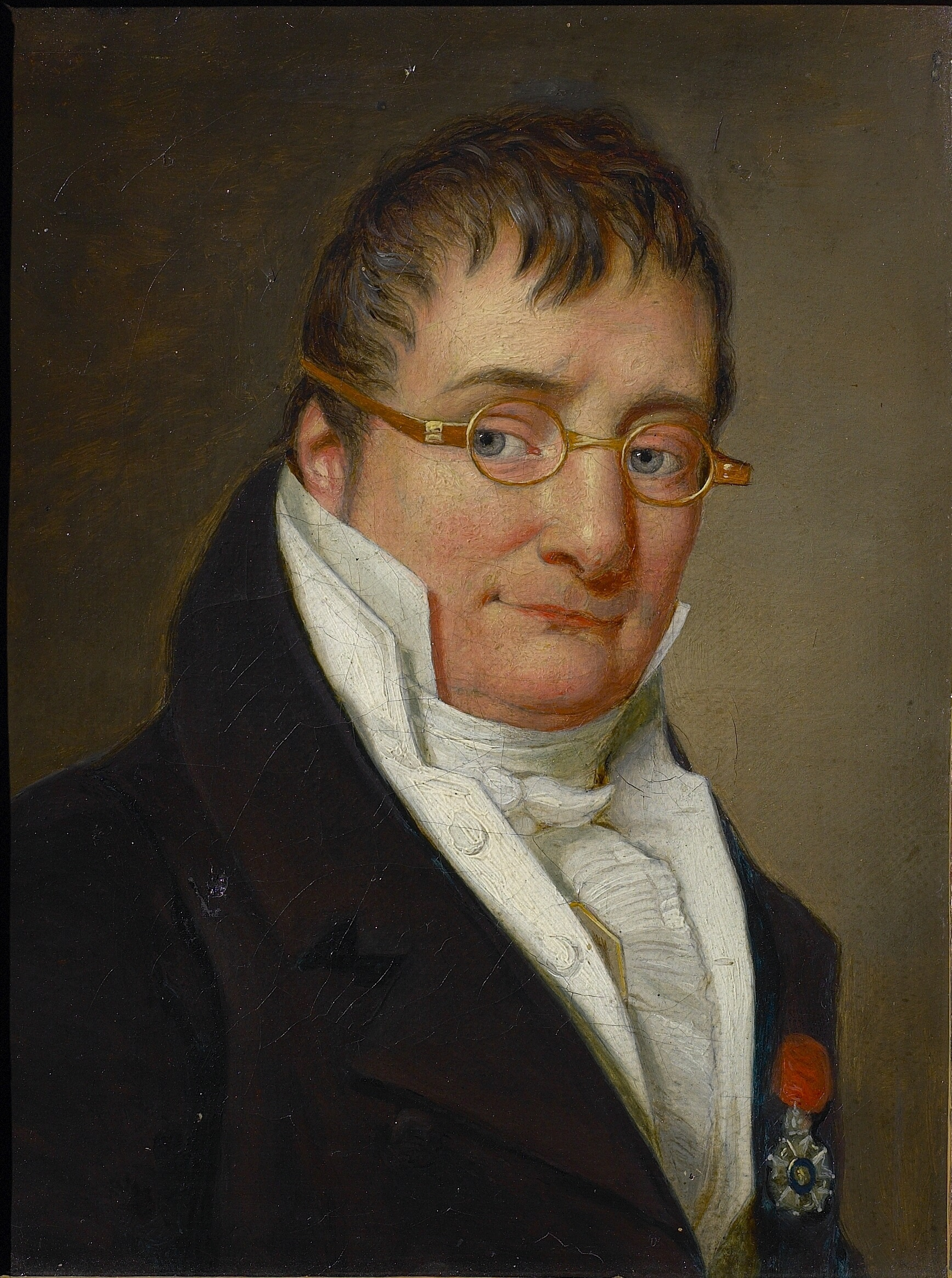
Jan Baptist Plasschaert

Jan Baptist Joseph Guislain Plasschaert (Brussel, 21 mei 1769 - Leuven, 19 mei 1821) was een Zuid-Nederlands politicus.

## Levensloop
Tijdens het ancien régime was hij auditeur bij de Soevereine Raad van Brabant.
Tijdens de eerste Franse overheersing (1792-1793) was hij lid van de administratieve raad, belast met de reorganisatie van de provincies.
Na 1799 werd hij lid van de departementale raad voor het Dijledepartement.
Onder het Consulaat en Keizerrijk werd hij door zijn departement verkozen tot volksvertegenwoordiger in het Wetgevend Lichaam (Corps législatif).
In 1810 werd hij opgenomen in de empireadel met de titel van ridder. Van 1811 tot december 1813 was hij maire van Leuven.
Een op hem door burgers met knuppels gepleegde aanslag in 17 december 1813, waarbij Pruisische officieren hem ontzetten, werd vastgelegd in een prent.
In 1815 werd hij grondwetsnotabele en aanvaardde de nieuwe grondwet voor het Verenigd Koninkrijk der Nederlanden.
In 1818 werd hij lid van de Tweede Kamer en werd er een vurig verdediger van de positie van Zuid-Nederland. Hij was een tegenstander van het taalbesluit van 1819. In 1820 nam hij om gezondheidsredenen ontslag.
Plasschaert was vrijmetselaar.

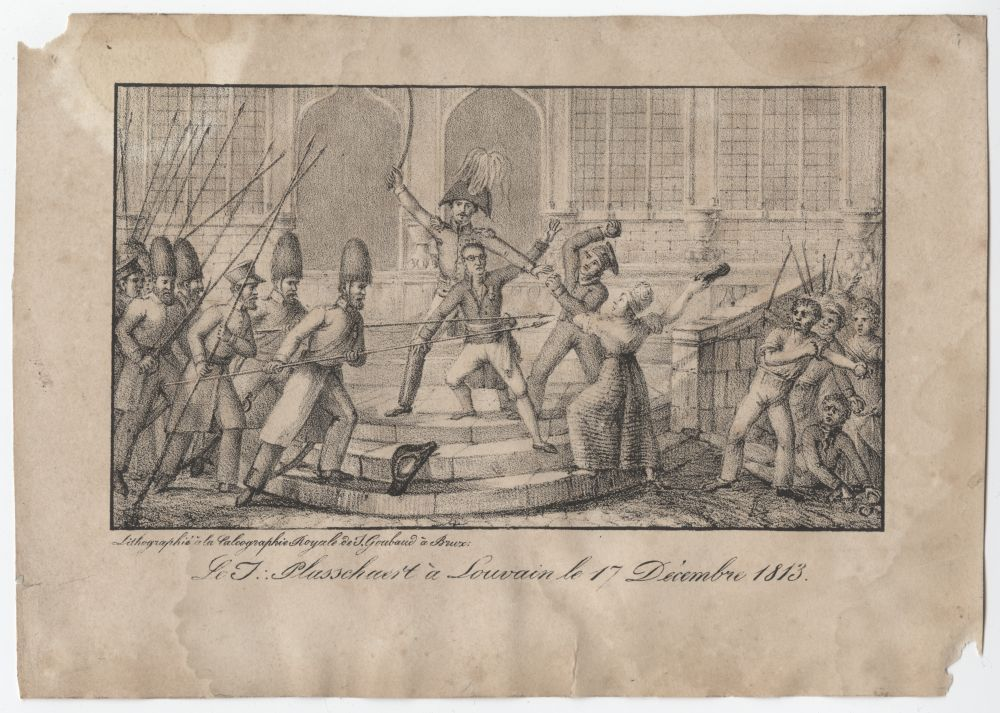
De aanval op Plasschaert op 17 december 1813

Hij trouwde op 3 november 1814 in Leuven met Jeanne-Marie Artois, de erfgename van een brouwerij die later zou uitgroeien tot de belangrijkste ter wereld.

## Publicaties
- De l'influence des langues sur la civilisation (over de invloed van de talen op de beschaving)
- De la noblesse, des titres en de la féodalité (over de adel, titels en feodaliteit)